# Константиновский сельсовет (Новосибирская область)
Константиновский сельсовет — сельское поселение в Татарском районе Новосибирской области Российской Федерации.
Административный центр — село Константиновка.

## История
Статус и границы сельского поселения установлены Законом Новосибирской области от 2 июня 2004 года № 200-ОЗ «О статусе и границах муниципальных образований Новосибирской области»

## Население
| 2002 | 2010 | 2012 | 2013 | 2014 | 2015 | 2016 |
| ---- | ---- | ---- | ---- | ---- | ---- | ---- |
| 762  | ↘675 | →675 | ↘666 | ↘629 | ↗630 | ↘607 |
| 2017 | 2018 | 2019 | 2020 | 2021 |      |      |
| ↘592 | ↗601 | ↗603 | →603 | ↗612 |      |      |

## Состав сельского поселения
| № | Населённый пункт | Тип населённого пункта       | Население |
| - | ---------------- | ---------------------------- | --------- |
| 1 | Городенка        | деревня                      | ↘228      |
| 2 | Константиновка   | село, административный центр | ↘447      |